# Лебедева, Лидия Петровна
Лидия Петровна Лебедева (1869—1938) — русская поэтесса, переводчица
.

## Биография
Троюродная сестра К. Д. Бальмонта, дочь П. С. Лебедева. Первое стихотворение Лебедева написала в возрасте 6 лет на смерть «обожаемого отца». Выпустила сборник «Стихотворения» (1903), почти полностью вошедший с добавлением стихотворений 1904—1911 годов в сборник «Лирика» (1911).
Лебедева была посетительницей «пятниц» К. К. Случевского, обилие посвящений в стихах Лебедевой позволяет представить круг ее петербургского общения, куда, в частности, входили Лейтенант С. (К. К. Случевский-сын), В. Д. Спасович, В. И. Немирович-Данченко, художник Я. Ф. Ционглинский. С 1902 года Лебедева вместе с больной сестрой жила главным образом в Италии и Польше, приезжая изредка в Россию. Переводила стихи Т. Мура, А. де Мюссе, Луизы Аккерман, П. Верлена и Г. Д'Аннунцио, пьесы С. Пшибышевского и Аугусто Новелли. Была знакома со многими западно-европейскими писателями, чьё творчество старалась пропагандировать на родине. Переводила на английский язык (1906) пьесу Е. П. Карпова «Пожар Москвы (1812 год)» для постановки в одном из лондонских театров.
В 1916 году работала сестрой милосердия в военном госпитале в Нерви (близ Генуи), сожалея, что «волею Рока» не может «работать на том же поприще в России». Впоследствии практически безвыездно жила в Нерви, продолжая заниматься литературным трудом.